# Янь Чжітуй
Янь Чжітуй (*顏之推, 531 —591) — китайський вчений, педагог, письменник, каліграф часів династій Лян, Північна Ці, Північна Чжоу та Суй.

## Життєпис
Походив з родини сановників Янь. Предки тривали час знаходилися на службі династії Східна Цзінь. Народився у м. Каннін (сучасна провінція Хубей). У 540 році Янь Чжітуй втратив батька, після чого виховувався старшим братом. У 542 році продовжив навчання у столиці Цзянькан (сучасний Нанкін). Тут зміг зблизитися з деякими представниками правлячої династії Лян. У 547 році поступив до армії писарем генерала.
У 548 році опинився у полоні внаслідок заколоту генерала Хоу Цзіна проти імператорського дому. Лише у 552 році Янь Чжітуй зумів втекти до Цзянькана. Після цього бере участь у боротьбі проти заколотників. У 554 році під час війни з державою Західна Вей потрапив у полон після падіння столиці Цзянькан, у 555 році його було відправлено до Чан'аня (столиці Північної Вей).
Наступного року він втік, намагаючись повернутися додому, проте саме в цей час держава Лян була повалена царством Чень. Тому Янь вирішив приєднатися до династії Північна Ці, яка утворилася з частини держави Лян.
У 577 році стає підданим династії Північна Чжоу, яка розгромила армію Північної Ці, поваливши саму династію. Тоді ж Янь Чжітуй переїздить до Чан'аня, де деякий час проводив поза державною службою. Лише у 581 році з встановленням династії Суй був запрошений до почту імператора Вень-ді.

## Творчість
Є автором значного твору — збірки «Янь-ши цзя сюнь» («Домашні повчання роду Янь»), що складалася з 26 розділів. Незважаючи на свою підтримку буддизму, Янь при написання спирався на конфуціанські традиції. В ньому зібрані знання, що передавалися із покоління в покоління родом Янь — з часів династії Цзінь. У його повчаннях чимало подій з власного досвіду, влучних і дотепних коротких характеристик. У «Повчаннях» є розділ «Про літературу», в якому Янь призводить судження багатьох сучасників і свою думку.
В ньому також містять власні філософські роздуми, поради синам щодо подальшого життя, підсумовував усі доктрини про сімейне виховання та навчання, що існували раніше в Китаї, розкрив їх позитивні сторони і на їх основі створив свою дидактичну концепцію. Крім того, розповідається про відмінності між північним і південним Китаєм (того часу), особливо щодо мови, звичаїв і культури. Розповідається про зародження кукольного театру. Вперше згадує про використання туалетного папіру.
Він автор «Нарисів про скривджені души» («Юань хунь чжи») — збірки коротеньких розповідей, пронизаних буддійською ідеєю відплати за зло, вчинене в житті.